# Domning
Domning är den störning i hudkänseln som brukar beskrivas som nedsatt känsel eller känselbortfall. Den medicinska termen för domningar är hypoestesi. Stickningar/pirrningar/sockerdrickskänsla kallas för hyperestesi och är ett positivt fenomen. 
Domningar kan uppstå av många olika orsaker. En vanlig orsak är det som i folkmun kallas att kroppsdelar "somnar", dvs att en nerv kommit i kläm med tillfälligt störd funktion. Exempel på detta är änkestöt. Parestesier är också vanliga vid olika sjukdomar i perifera nervsystemet, till exempel karpaltunnelsyndrom, andra mononeuropatier, eller polyneuropati. Ryggsjukdomar såsom diskbråck och spinal stenos kan orsaka domningar till följd av klämda nerver i ryggraden. Domningar kan även uppträda som en del av auran vid migrän, orsakas av hyperventilation i samband med en attack av panikångest, eller vara en biverkning vid användning av vissa läkemedel.